# Николо-Гнилуши
Николо-Гнилуши — упразднённый населённый пункт (тип: погост) в Раменском муниципальном районе Московской области.
В 1926 году погост в Соколовском сельсовете Салтыковской волости Бронницкого уезда Московской губернии. Сохранилось кладбище. Оборонительные сооружения Николо-Гнилушинского погоста на старой Коломенской дороге являются выявленным объектом культурного наследия (распоряжение Министерства культуры Московской области от 21.04.2005 № 117-р). Ныне (2025 год) территория Юго-Западного территориального управления Юго-Западное Раменского муниципального округа Московской области.

## Название
Погост Гнилуша, Николо-Гнилушенский погост, Никольский погост, Гнилуши.

## География
Находилось на речке Малая Северка (Гнилая Северка, современное название Гнилуша), в 2 км к юго-востоку от Патрикеево.
Ближайший современный населенный пункт — Соколово-Хомьяново.

## Николо-Гнилушинские курганы
На берегах речек Северки и Гнилуши были древние славянские поселения. Они находятся вблизи погоста на левом высоком берегу реки Гнилуши. По внешним признакам могильник могут быть отнесены к древнерусским домонгольского времени.
Селище Николо-Гнилушинское относится к периоду ХІ — ХІІІ, ХІV — ХVII веков. Размеры памятника не определены, его территория нарушена кладбищем. Культурный слой составляет 20 — 30 сантиметров. Среди находок — керамика гончарная древнерусская и позднесредневекоавя, в том числе белоглиняная ХVI — ХVII веков.
Это 3 группы курганов. Курганный могильник № 1 включает 20 курганов, протянувшихся цепочкой с Севера на Юг. При этом овраг, проходящий с северо-запада на юго-восток, делит могильник на две части. «Ровики прослеживаются плохо. Курганы поросли деревьями, семь насыпей нарушены ямами».
Во второй группе — 7 , в третьей — 6 курганов. Они имеют высоту от 0,5 м до 2,5 м, диаметр от 4 до 15 метров.
Курганный могильник № 2 находится в 300 метров к северу от курганного могильника № 1. Возможно, тот же памятник был известен А. П. Богданову (1867 год) как курганный могильник, расположенный «близ села Хамьяново и деревни Головино» на реке Гнилуша. Насчитывает семь курганов, протянувшихся цепочкой с запада на востк, высота 0,8 — 2,4 метров, диаметром 8 — 15 метров. Три насыпи нарушены ямами.
Курганный могильник № 3 находится 100 метров к северо-востоку от курганного могильника № 1, 250 метров к югу от курганного могильника № 2, в лесу. Возможно, тот же памятник был известен А. П. Богданову (1867 год) как курганный могильник, расположенный «близ села Хамьяново и деревни Головино» на реке Гнилуша. Насчитывает шесть насыпей высотой 0,7 — 1,25 метров, диаметром 4 — 11 метров. Курганы нарушены ямами.
Курганный могильник № 4 — по сведениям А. П. Богданова 1867 года, расположен в 300 метрах от деревни на реке Гнилуша (левый приток реки Северка, правого притока реки Москва). Насчитывал шесть курганов.
Эти курганы были исследованы в середине ХІХ века археологом А. П. Богдановым.
Затем здесь работали археологи В. Ф. Ошанин и А. П. Федченко.
Курганный могильник «Николо- Гнилушинский» — выявленный археологического наследия (приказ Комитета по культуре Администрации Московской области от 31.12.1998 № 354).

## Храмы
В XVI—XVIII вв. тут стоял небольшой мужской Николо-Гнилушский монастырь (Николаевская пустынь), упраздненный в 1764 году. Точная дата основания монастыря неизвестна.
В 1701 г. владелец деревни Хомьяново Алексей Леонтьевич Ермолов построил над Святыми вратами Николаевской пустыни каменную церковь, а над ней — колокольню.
В экономических примечаниях к картам Генерального межевания 1783 года бывший монастырь назван как «пустынь Никольская на речке Малой Северке». При нём имелось 33 десятины земли, принадлежавшие «игумену с братией».
Затем здесь располагалась Церковь Николая Чудотворца на Гнилуше (Церковь святого Николая Чудотворца, что на погосте Гнилуше). Была построена в 18 веке, возможно, в начале столетия.
По сведениям «Клировых ведомостей» 1837 года, известно, что храм был выстроен из кирпича. В приходе находились три деревни: Соколово, Хомьяново и Пестовка.
В начале XIX века при храме существовали монашеские кельи, пристроенные к колокольне.
В 1882 году церковь ещё раз перестраивается, была построена новая трапезная и придел.
Храм был сломан в середине 20 века.
Сохранилось небольшое кладбище на левом высоком берегу Гнилуши — левого притока реки Северки: памятники повалены, могилы вскрыты.

### Священники
- Иван Яковлев (1798).
- Никифор А… (1811)
- Андрей Иоаннов (1826 и 1827)
- Тимофей Афанасьев Смирнов (1799 — ок. 1855) — неизвестной даты (точно — в 1836) до неизвестной даты (позже 1849, ранее 1851 года)
- Михаил Николаев Невский (ок. 1823 — до 1879), его зять (минимум с 1854 года, покинул приход к 1857 году)
- в 1844 году прикомандированный села Спасского Михеева священник Иоанн Димитриев Введенский
- Алексей Васильев Смирнов — в 1860-е

## Население
На 1926 год жителей 44, мужчин 19, женщин 25.

## Инфраструктура
На 1926 год — 10 хозяйств, из них 8 крестьянских.